# Tangara cayana
A Tangara cayana  a madarak osztályának verébalakúak (Passeriformes) rendjébe és a tangarafélék (Thraupidae) családjába tartozó  faj.

## Előfordulása
Argentína, Brazília, Kolumbia, Francia Guyana, Guyana, Paraguay, Peru és Suriname területén honos. A természetes élőhelye szubtrópusi és trópusi síkvidéki erdők, szavannák  és bokrosok, valamint termőföldek és erősen leromlott egykori erdők. Állandó, nem vonuló faj.

## Alfajai
- Tangara cayana cayana (Linnaeus, 1766)
- Tangara cayana chloroptera (Vieillot, 1819)
- Tangara cayana flava (Gmelin, 1789)
- Tangara cayana fulvescens Todd, 1922
- Tangara cayana huberi (Hellmayr, 1910)
- Tangara cayana margaritae (Allen, 1891)
- Tangara cayana sincipitalis (Berlepsch, 1907)[2]

## Megjelenése
|  |  |